# Zygaenosia tetragona
Zygaenosia tetragona là một loài bướm đêm thuộc phân họ Arctiinae, họ Erebidae.